# Aoplus defraudator
Aoplus defraudator là một loài tò vò trong họ Ichneumonidae.